# Glanzente
Die Glanzente (Sarkidiornis melanotos) ist eine Vogelart aus der Familie der Entenvögel (Anatidae), die in Afrika südlich der Sahara, auf Madagaskar, in Indien, Bangladesh, Myanmar, Thailand und Kambodscha verbreitet ist. 

## Merkmale

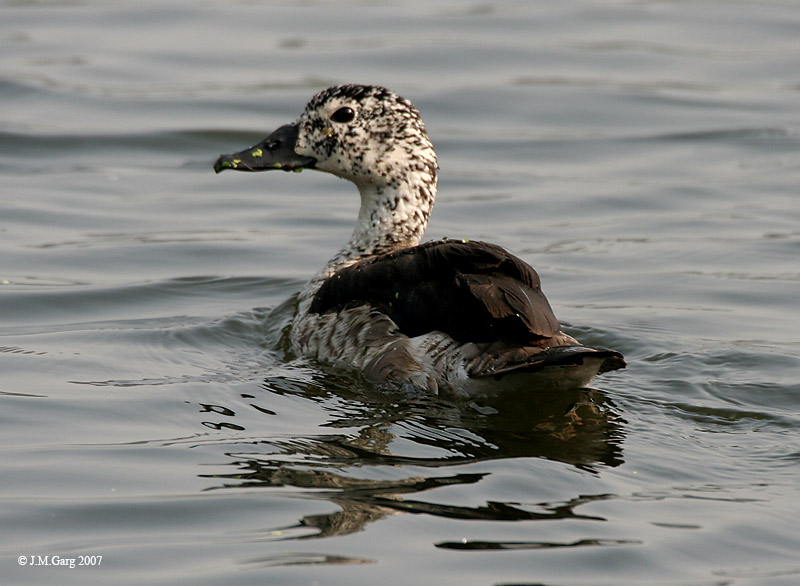
Weibchen

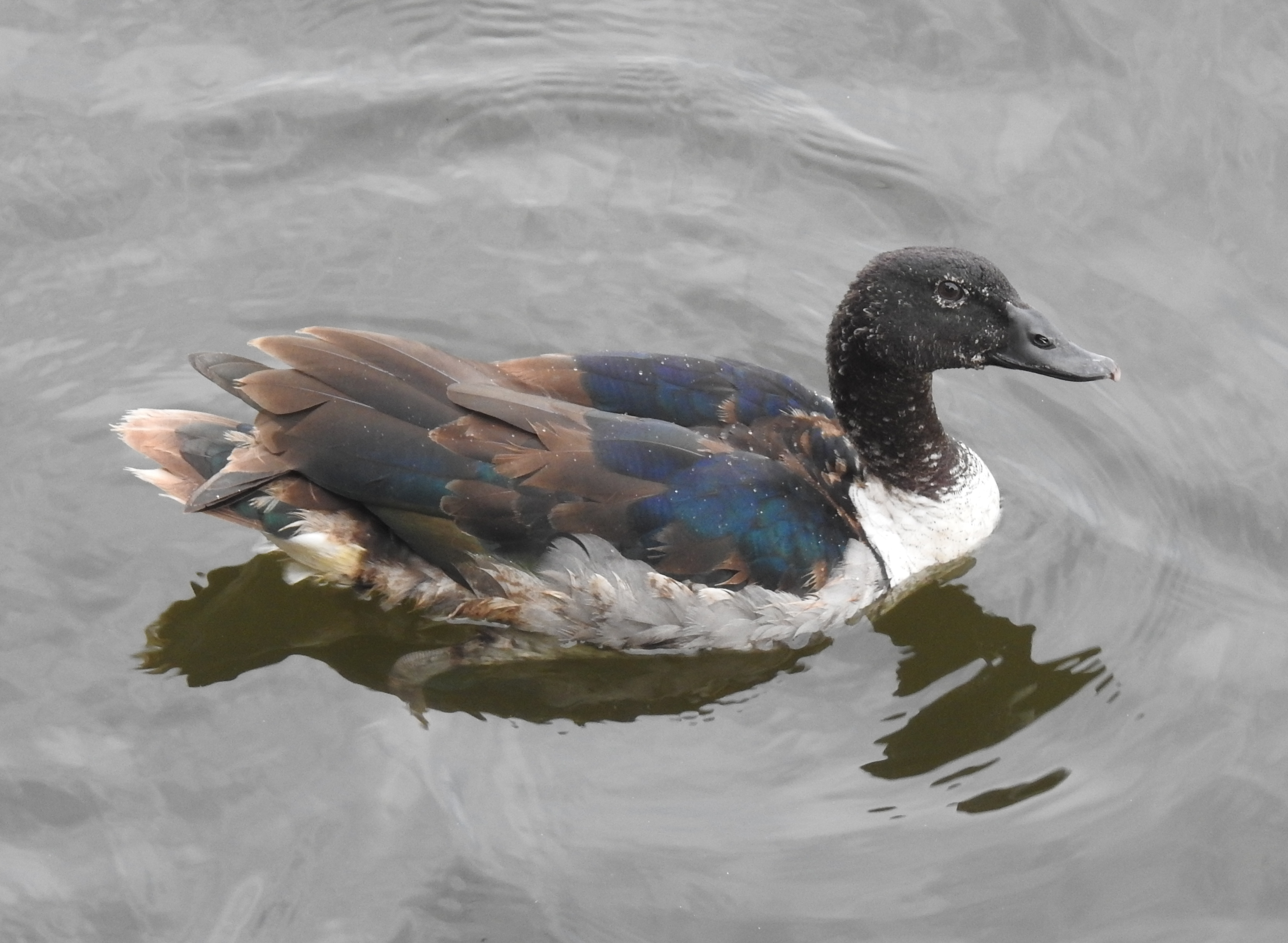
Halbwüchsiges Exemplar

Die Glanzente ist mit einer Länge von 64 bis 79 Zentimeter relativ groß. Männchen werden 1300 bis 2610 Gramm schwer, Weibchen erreichen ein Gewicht von 1230 bis 2325 Gramm. Brust und Bauch sind weiß. Die Flanken sind schwärzlich mit einem grünlichen Schimmer. Der Kopf und der Nacken sind weiß mit schwarzen Sprenkeln. Männchen sind aufgrund des fleischigen Höckers auf dem Schnabel unverwechselbar. Dieser ist außerhalb der Brutzeit kleiner. Zur Brutzeit verfärbt sich der Kopf der Männchen ins gelbliche. Weibchen besitzen keinen Schnabelhöcker, die Rückenseite ist weniger glänzend und ihr Kopf verfärbt sich während der Brutzeit nicht gelblich. Der Schnabel der Männchen ist schwarz, der der Weibchen ist grau. Die Augen sind braun, Beine und Füße sind dunkelgrau. Jungvögel sind zunächst überwiegend dunkelbraun gefärbt, der Hals und die Unterseite sind hellbraun. Später ähneln sie den Weibchen, ihre Rückenseite ist aber weniger glänzend.

## Lebensraum und Lebensweise
Glanzenten leben auf Flüssen, Seen, Reisfelder, Sümpfen in Savannen mit verstreuten Bäumen, aber auch in offenerem Grasland. Stauseen werden ebenfalls besiedelt, aber nicht in der Brutzeit. Sie sind überwiegend Standvögel, Wanderungsbewegungen finden vor allem in Trockenzeiten statt. In Afrika sind etwa 10 % der Glanzenten Langstreckenzieher. Ursprünglich in Simbabwe beringte Exemplare wurden mehr als 3500 km weit entfernt im Tschad und im Sudan wiedergefunden. Wahrscheinlich gibt es Wanderungen zwischen Ostafrika und Madagaskar. Irrgäste wurden im Oman, auf den Seychellen, auf Mayotte, Réunion und der Malaiischen Halbinsel beobachtet. Im kontinentalen Afrika wurden Glanzenten bis in Höhen von 2350 (Malawi) bzw. 2400 Metern (Äthiopien) beobachtet, auf Madagaskar bis in Höhen von 1500 Metern. Glanzenten ernähren sich hauptsächlich von Pflanzen und ihren Bestandteilen. Sie fressen Samen von verschiedenen Gräsern und von Wasserpflanzen (z. B. von Laichkräutern (Potamogeton)), aber auch Getreide und Reis. Außerdem fressen sie wirbellose Wassertiere, Insekten (Heuschrecken, Termiten) und wahrscheinlich auch Weichtiere. Ihre Nahrung suchen Glanzenten schwimmend, gründelnd, tauchend oder an Land. Oft sind sie mit Nilgänsen und Witwenpfeifgänsen vergesellschaftet.

## Fortpflanzung
Die Fortpflanzung findet aufgrund des großen Verbreitungsgebietes zu unterschiedlichen Zeiten normalerweise aber während der Regenzeit statt. Die Vögel bilden Einzelpaare oder ein Männchen hat ein Harem von bis zu vier Weibchen, die ihre Eier auch in das gleiche Nest legen können. Das Nest wird in der Regel in Bäumen gebaut, manchmal auch auf dem Erdboden. Es besteht aus Zweigen und strohigen Gräsern und wird mit Blättern, feinem Gras und Federn ausgekleidet. Das Gelege besteht aus 6 bis 20 Eiern, durchschnittlich sind es wahrscheinlich 8. In von mehreren Weibchen betreuten Nestern wurden bis zu 54 Eier gefunden. Die Eier sind weiß, cremefarben oder gelblich. Das Brüten beginnt nach dem Legen des letzten Eis und dauert 28 bis 30 Tage. Die Küken sind auf der Rückenseite dunkelbraun und auf der Bauchseite gelblich-braun. Schnabel und Beine sind grau. Sie werden im Alter von etwa 10 Wochen flügge.

## Systematik
Die Glanzente wurde 1769 durch den britischen Naturforscher Thomas Pennant unter der wissenschaftlichen Bezeichnung Anser melanotos erstmals wissenschaftlich beschrieben. Die Gattung Sarkidiornis wurde 1838 durch Thomas Campbell Eyton eingeführt. Die zweite Art der Gattung und damit die Schwesterart der Glanzente ist die südamerikanische Höckerschnabelente (S. sylvicola), die etwas kleiner und dunkler gefärbt ist. Beide wurde zeitweise als Unterarten einer einzigen Art geführt.

## Gefährdung
Der IUCN beurteilt den Bestand der Glanzente u. a. aufgrund des sehr großen Verbreitungsgebietes als ungefährdet (least concern). Die Zahl geschlechtsreifer Exemplare wurde im Jahr 2024 auf 60.000 bis 227.000 Individuen geschätzt. Es wird aber vermutet, dass die Population langsam abnimmt.